# Edward Victor Appleton
Sir Edward Victor Appleton (6. září 1892 – 21. dubna 1965) byl britský fyzik a astronom. V roce 1947 obdržel Nobelovu cenu za fyziku za studium vyšších vrstev atmosféry tzv. Appletonových vrstev v ionosféře, především za důkaz existence ionosféry. Appletonovy vrstvy spolehlivě odrážejí radiové vlny na rozdíl od jiných vrstev, které odrážejí radiové vlny v závislosti na denní teplotě a čase.

## Život

Appletonovy vrstvy v ionosféře mají schopnost odrážet radiové vlny zpět k povrchu.

Po studiu na St. John's College (Cambridge), nastoupil roku 1920 do Cavendishovy laboratoře. Později (1924) byl jmenován profesorem fyziky na londýnské univerzitě King's College, kde dokončil svůj výzkum šíření elektromagnetických vln a vlastností ionosféry. Mimo jiné ukázal, že radiové vlny s dostatečně krátkou vlnovou délku procházející dolní ionosférou, jsou odraženy horní vrstvou ionosféry (dnes známou jako Appletonova vrstva neboli F2 vrstva). Objev umožnil spolehlivou radiovou komunikaci na velké vzdálenosti a přispěl k vývoji radaru.
V roce 1936 se vrátil jako profesor přírodních věd na Cambridge. O tři roky později se stal sekretářem vládního oddělení Department of Scientific and Industrial Research (Oddělení vědeckého a průmyslového výzkumu), kde během 2. světové války pracoval na vývoji radaru a atomové bomby. Za své zásluhy byl v roce 1941 jmenován rytířem. Čtyři roky po II. světové válce (1949) se stal rektorem a vicekancléřem na Edinburské univerzitě.